# مقام صبا
مقام الصبا هو أحد المقامات الموسيقية، وهو فريد جداً من نوعه من الناحية الموسيقية، فهو في الحقيقة ناقص علمياً، وسلمه يفترض أن يكون غير صحيح، فكل سلم موسيقي لابد وأن ينتهي بنفس النوتة التي بدأ منها، إلا مقام الصبا، فقراره لا يماثل جوابه، وهذا يجعله متفرداً معزولاً، كما هو إحساسه، ليس منشقاً عن مقام، ولا ينشق مقام منه.

## علاماته
ري - مي نصف بيمول - فا - صول بيمول - لا - سي بيمول - دو -

## الانطباع الأولي عند السماع
عندما تسمع الالات موسيقة تعزف هذا المقام أول ما يخيل إليك أن الآلات وكأنها تبكي، فهذا المقام حزين جدا ولا ينافسه أي مقام اخر في درجة الحزن.

## العقود
يتكون سلم الصبا من ثلاثة عقود:
- جنس صبا على درجة الدوكاه (ري) D.
- جنس حجاز على درجة الجهركاه (فا) F.
- أما العقد الثالث فله إمكانيتان:

- جنس عجم على درجة العجم (سي مخفوضة) Bb.
- جنس راست على درجة الكردان (دو جواب) C.

## استمع
- مقام صبا (لتنزيل أي ملف، اضغط رابط الملف بالزر الأيمن، ثم اختر).[2]

## أمثلة على مقام الصبا
- أنا أتوب عن حبك أنا - الشيخ إمام عيسى.
- الصوت الجريح - عبدالكريم عبدالقادر.
- ابيك - نوال الكويتية.
- الأماكن - محمد عبده.
- كتـــــاب حيـاتــــي - حسن الأسمر
- واحشني زمانك - محمد عبده.
- اسمحيلي يالغرام - محمد عبده.
- هو صحيح الهوى غلاب - أم كلثوم.
- واحشــني مــــوت - ماجد المهندس
- زينة زينة - فريد الأطرش
- الحلـــــــوة - كاظم الساهر
- ع الحلوة والمرة - عبدالغني السيد
- ونندم ع العشرة الغالية - عمرو دياب
- تطبطب - محمد رمضان.